# Mekhakavan
Cəbrayıl trasl. in Jibrail o 'Jebrail' (in armeno Մեխակավան?, trasl. in Mekhakavan) è una città azera, capoluogo del distretto omonimo.
Fino al 2020, fu una comunità rurale della regione di Hadrowt' nella dissolta repubblica dell'Artsakh (già Nagorno Karabakh).
In precedenza il toponimo azero era Djrakn (anche Djrakan). In seguito all'esodo della popolazione di lingua azera, l'insediamento è rimasto pressoché disabitato per tre decenni.
Sorge nella parte meridionale della regione lungo la strada che collega il capoluogo Hadrut.

## Storia
Secondo lo storico armeno Samvel Karapetyan, le evidenze archeologiche rinvenute nel villaggio suggerirebbero che un tempo esso era popolato da armeni che probabilmente lo abbandonarono all'inizio del XVII secolo. I racconti popolari armeni sull'antica sorgente del villaggio di Jebrail, pubblicati negli anni settanta del XIX secolo dal giornale Mshak, affermano che esso fu costruito dagli armeni ai tempi di Gregorio Illuminatore, come testimoniano le croci incise sulla pavimentazione del pozzo. L'area di Jebrail fece parte del khanato del Karabakh fino al 1813, quando fu annessa all'Impero russo in seguito al Trattato di Golestan. L'autore armeno del XIX secolo Raffi cita uno storico ponte di Jebrail (Jabrayili Kamurj) nelle vicinanze del villaggio.

### Impero russo
In epoca zarista, Jebrail era un villaggio prima nell'uezd di Shusha e poi nell'uezd di Dzhebrail (creato nel 1868) come centro amministrativo, all'interno del governatorato di Elizavetpol' dell'Impero russo. Secondo il libro di riferimento annuale Calendario caucasico, nel 1855 la popolazione di Jebrail era composta da tatari sciiti (in seguito conosciuti come azeri). Tuttavia, nel censimento russo del 1897, la popolazione del villaggio di Jebrail era di 520 abitanti, con una pluralità armena: 228 armeni; 186 turco-tatari; 76 russi. Durante l'Impero russo, Jebrail era sede di un ufficio doganale per il confine russo-persiano, nonché di una scuola reale con personale armeno, tra cui il suo direttore Alexander Ter-Abrahamian (dal 1879).

### Unione Sovietica
Secondo il censimento sovietico del 1926, la popolazione del distretto di Jebrail era di 10.653 abitanti. Non è riportata alcuna suddivisione etnica per il villaggio stesso. Il 97,2% degli abitanti del distretto era turco (cioè azeri), 105 (1%) erano russi, 57 (0,5%) erano armeni e 24 (0,2%) erano persiani. Il censimento sovietico del 1979 registrò 4.825 abitanti, quasi tutti (99,5%) di etnia azera. In quanto centro amministrativo dell'omonimo distretto, Jebrail si sviluppò notevolmente durante l'era sovietica e all'inizio degli anni 1950, c'erano due scuole settennali, una scuola secondaria, un centro culturale, cinema estivo e invernale, cinema estivo e invernale, due biblioteche e un club. I principali prodotti economici della città erano burro, formaggi e tappeti.

### Controllo armeno

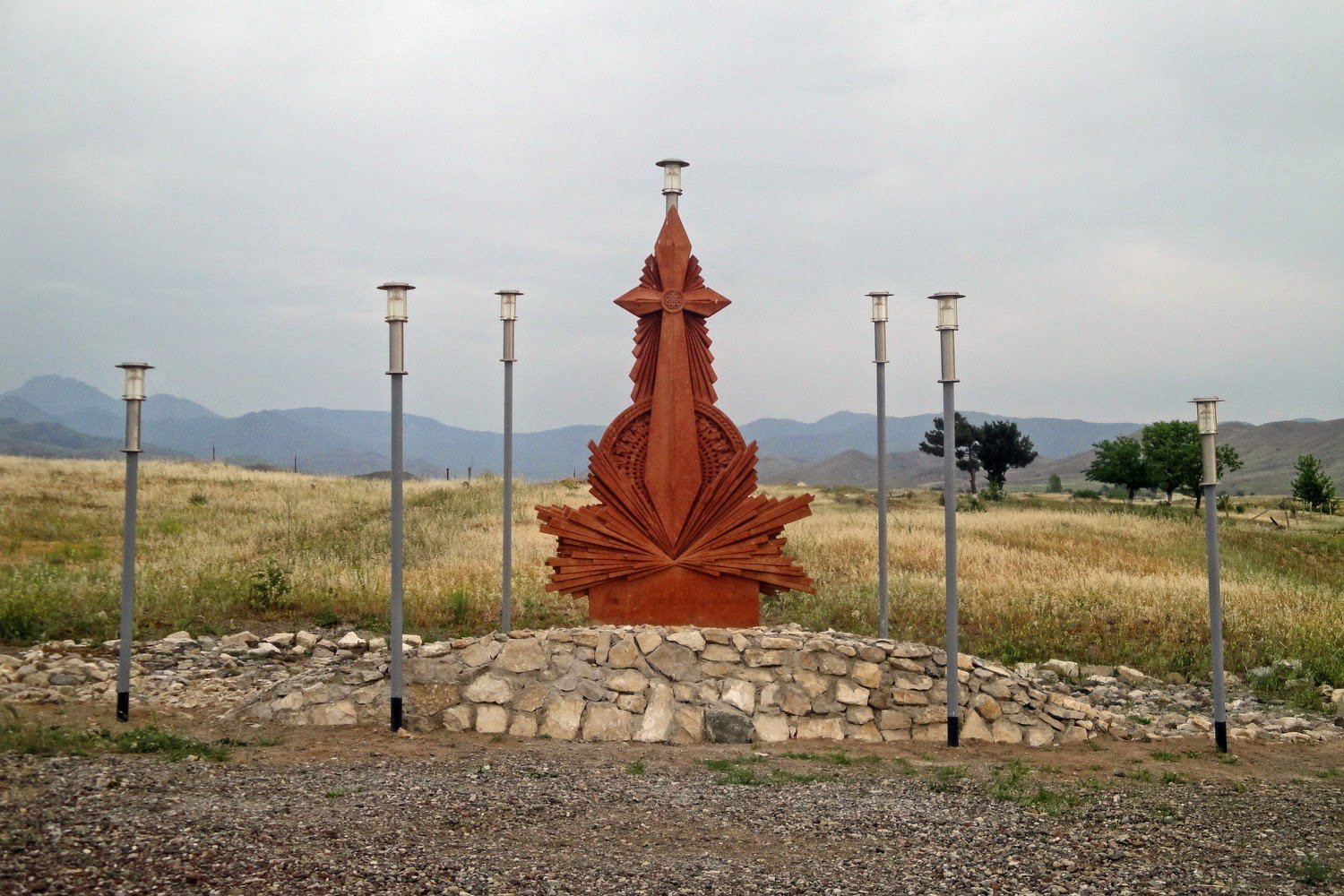
Croce memoriale installata dagli armeni dopo la Prima guerra del Nagorno Karabakh, 2014.

Il 23 agosto 1993, durante la Prima guerra del Nagorno Karabakh, la città fu occupata dalle forze dell'Armenia e della Repubblica secessionista dell'Artsakh, causando lo sfollamento della popolazione. Come la maggior parte delle altre città dei sette distretti dell'Azerbaigian catturati dalle forze armene, Jebrail fu saccheggiata e distrutta e rimase una città fantasma dopo la sua cattura. All'interno dell'Artsakh, fu rinominata Jrakan (Ջրական), o anche Mekhakavan (Մեխակավան) e amministrata come parte della regione di Hadrut.
Nel 2017, presso la base militare armena di Jebrail, venne inaugurata la chiesa armena Zoravor Surb Astvatsatsin (Santa Maria). La costruzione della chiesa suscitò la condanna del Ministero degli affari esteri azero.

### Controllo azero

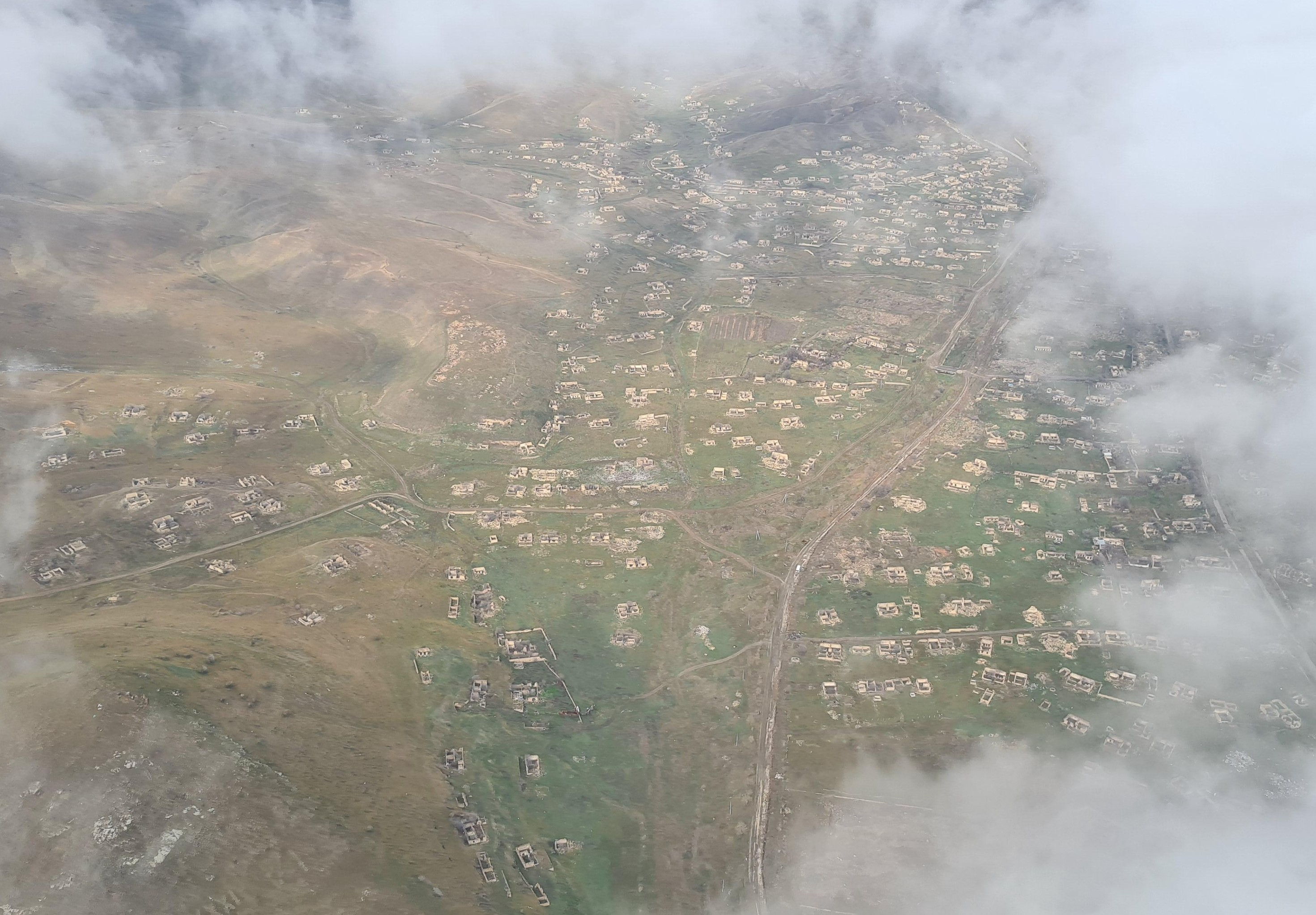
Visione aerea della città.

Dopo 27 anni, il 9 ottobre 2020, l'Azerbaigian riprese il controllo della città durante la guerra del Nagorno Karabakh del 2020. Il 4 ottobre 2020, il presidente azero Ilham Aliyev annunciò che le forze armate azere avevano preso il controllo della città dopo una battaglia durata un giorno; tuttavia, Shushan Stepanyan, segretario stampa del Ministro della Difesa dell'Armenia, smentì la notizia. Il 5 ottobre, il presidente dell'Artsakh, Arayik Harutyunyan, affermò di aver visitato la città. Il 9 ottobre 2020, un filmato diffuso dal Ministero della Difesa dell'Azerbaigian mostrò i soldati azeri che innalzavano la bandiera dell'Azerbaigian nel centro della città in rovina. I reporter di Euronews visitarono la città il 17 ottobre, confermando che era passata sotto il controllo azero. Nel novembre 2020 i media azeri visitarono la città e riferirono che, ad eccezione di una base militare di recente costruzione, nessun edificio sarebbe rimasto intatto. Diversi ambasciatori che visitarono le rovine della città nel febbraio 2021 espressero il loro shock per lo stato della città e aggiunsero che un certo numero di tombe sarebbero state deturpate o scavate. Un rapporto della BBC notò che le case e le tombe degli azeri sarebbero state completamente distrutte durante l'occupazione armena.
Nel marzo 2021, il giornalista della BBC Jonah Fisher, visitò il sito della chiesa costruita nel 2017 utilizzando la geolocalizzazione e osservò che non ne era rimasta traccia. Quando chiese alla scorta di polizia che fine avesse fatto la chiesa, quest'ultima inizialmente rispose che la chiesa era stata "distrutta durante la guerra", ma poi, di fronte al fatto che i video avrebbero mostrato chiaramente che la chiesa era ancora intatta quando l'area era passata sotto il controllo azero, disse che "loro [gli armeni] l'hanno distrutta da soli". Quando Fisher mostrò le immagini al capo del Dipartimento di politica estera dell'Amministrazione presidenziale, Hikmet Hajiyev, questo rispose che avrebbe dovuto controllare e che "a Jebrail non c'è mai stato un armeno".